# Purattu
De Purattu, zo genoemd door de Babyloniërs en Assyriërs, was een van de twee stromen van het oude Tweestromenland (het huidige Mesopotamië). De moderne naam is Eufraat. De bedding van de rivier lag in de tijd van Sumer en Akkad tot 2000 v.Chr. een stuk oostelijker dan nu.

## Steden aan de Purattu
- Sippar (Abu Habba)
- Kutha (Tell Ibrahim)
- Agade ?
- Kish
- Nippur (Nufar)
- Sellush-Dagan (Drehem)

Ten zuiden van Sellush-Dagan vertakte de rivier zich in een oostelijke en een zuidwestelijke tak:
Zuidwestelijke tak:
- Shuruppak (Tell Fara)
- Uruk (Warka)
- Larsa (Senkereh). Hier benaderde de rivier zijn huidige bedding.
- Al-'Ubaid
- Ur (Tell Mughayir)
- Durum, Dur-Iakin (Tell Laham) Hier bereikte de rivier de toenmalige kustlijn

Oostelijke tak:
- Adab (Bismaya)
- Dubrum (Tell Jidr)
- Zabalum (Tell Ibzeh)
- Girsu (Tell Luh, Tello)
- Lagash (Al-Hiba)
- Nina (Shurgul) Hier bereikte de rivierarm de moerassen van de kust.